# Fiordo de Flensburgo
El fiordo de Flensburgo (en alemán: Flensburger Förde; en danés: Flensborg Fjord) es el fiordo o firth más occidental del mar Báltico. Forma parte de la frontera entre Alemania al sur y Dinamarca al norte. Su longitud es de 40 o 50 km, dependiendo de la definición de sus límites. Tiene la mayor superficie de todos los fiordos del este de Jutlandia, que son un tipo especial de firths, diferentes de los fiordos geológicos del resto de Escandinavia.

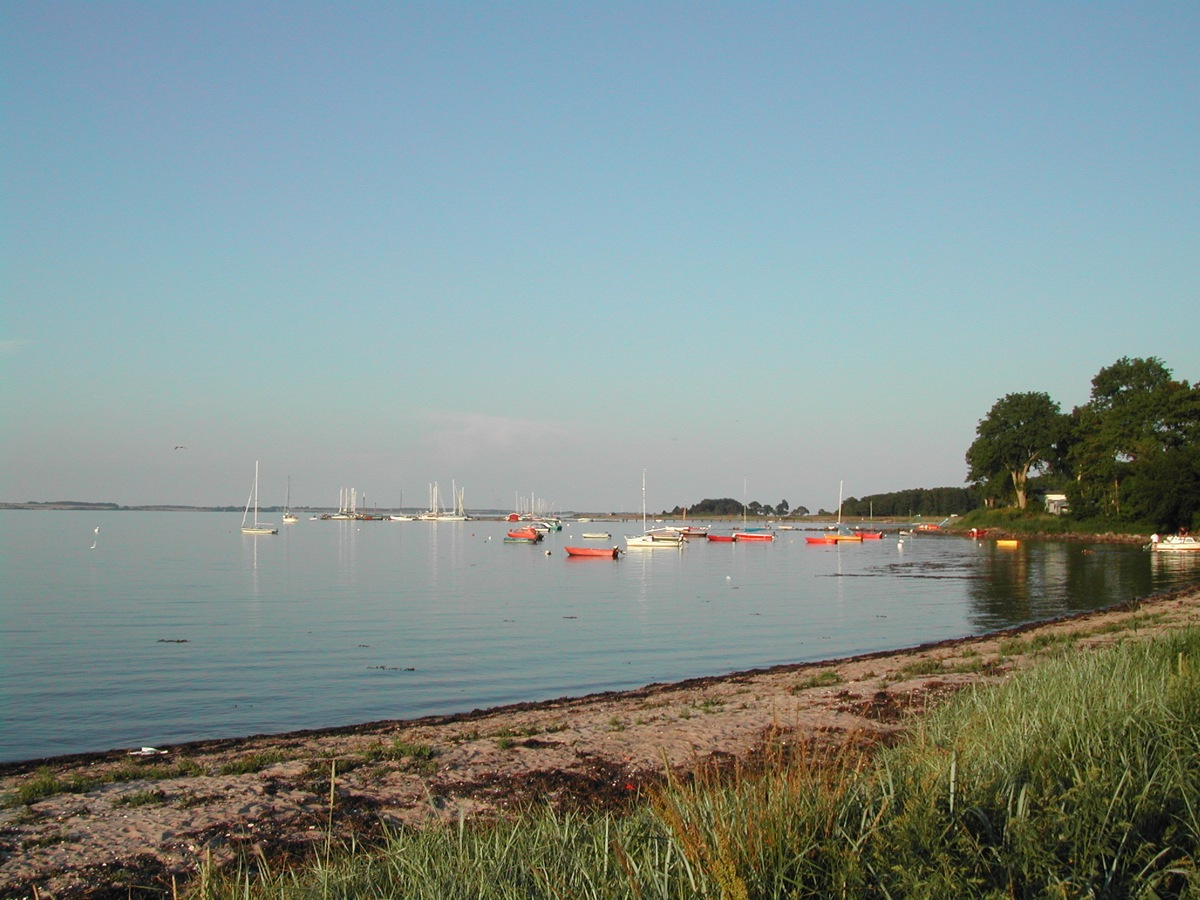
El fiordo de Flensburgo visto desde la margen alemana con Dinamarca al fondo.

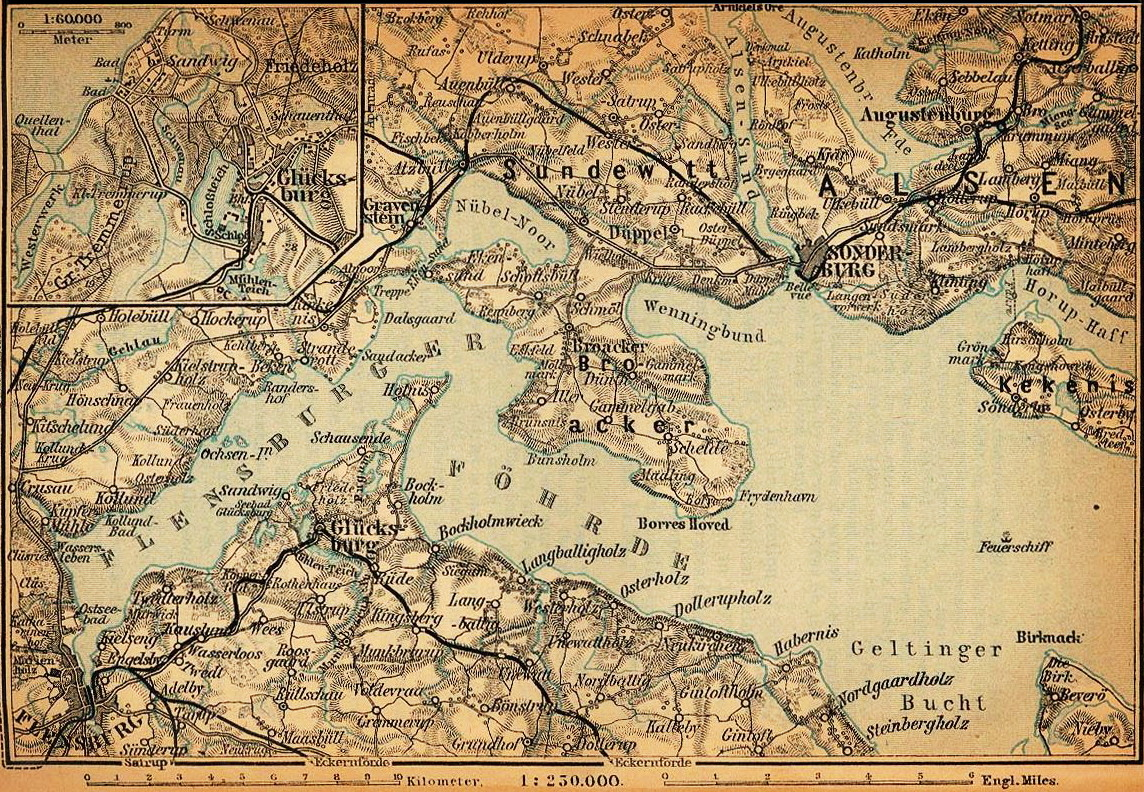
Mapa del fiordo de Flensburgo de 1910 (en alemán).

Dos penínsulas, la península de Broager en la parte septentrional y la península de Holnis en la meridional, dividen el fiordo en una parte exterior y una parte interior. Al oeste de ellos, cerca de la costa danesa, hay dos pequeñas islas llamadas Okseøer.
En el lado danés, la parte exterior del límite septentrional del fiordo está formado por la isla de Als con la ciudad de Sønderborg. Hacia el oeste, continuando en el lado danés, están Broager, Egernsund, Gråsten, Rinkenæs, Sønderhav y Kollund.
En Alemania, junto a la frontera danesa se halla Harrislee; en la parte más interior del fiordo la población de Flensburgo, al este de ella en la orilla sur la ciudad de Glücksburg y las poblaciones de Munkbrarup, Langballig, Westerholz, Quern, Steinberg, Niesgrau, Gelting y Nieby.